# Beatriz Milhazes
Beatriz Ferreira Milhazes (Guanabara, 1960) é uma artista plástica brasileira.

## Biografia
É formada em Comunicação Social. Ingressou na Escola de Artes Visuais do Parque Lage (EAV/Parque Lage) em 1980, onde estudou até 1983. Como professora de pintura e coordenadora de projetos educacionais, lecionou até 1996.
Milhazes é considerada uma das mais importantes artistas brasileiras. Consolidou sua carreira no circuito nacional e internacional de Artes Plásticas com participação nas bienais de São Paulo (1998 e 2004), Shangai (2006) e Veneza (2003, 2024) onde desenvolve um projeto especial para o Pavilhão de Artes Aplicadas, na sale d’armi, Arsenale, uma colaboração entre o Victoria and Albert Museum (V&A), de Londres, e La Biennale.
Exposições com um panorama atual de seu trabalho em museus e instituições prestigiosas, como na Pinacoteca do Estado de São Paulo (2008); Fondation Cartier, Paris (2009); Fondation Beyeler, Basileia (2011); Fundação Calouste Gulbenkian, Lisboa (2012); no Museo de Arte Latinoamericano (Malba), Buenos Aires (2012); Paço Imperial, Rio de Janeiro (2013), Pérez Art Museum, Miami (2014/2015), White Cube Gallery, Londres (2018), MASP – Museu de Arte de São Paulo (2020) e Pace Gallery, Nova Iorque (2022).
Suas obras integram as coleções do MoMA – The Museum of Modern Art, Nova Iorque; Solomon R. Guggenhein Museum, Nova Iorque; SFMoMA – San Francisco Museum of Modern Art, São Francisco; MNBA - Museu Nacional de Belas Artes, Rio de Janeiro; Pinacoteca do Estado de São Paulo, São Paulo; Instituto Itaú Cultural, São Paulo; Fundação Edson Queiroz, Fortaleza; Tokyo Art Museum, Tóquio; 21st Century Museum of Contemporary Art, Kanazawa; Museo Nacional Centro de Arte Reina Sofia, Madrid; Fondation Beyeler, Basileia; Centre Georges Pompidou, Paris; Tate Modern, Londres.
É representada pelas galerias de arte Fortes D’Aloia e Gabriel (FDAG), Max Hetzler Gallery, White Cube Gallery e Pace Gallery.

## Carreira
A trajetória de Beatriz Milhazes nas Artes Plásticas começou em 1980 ao ingressar na EAV/Parque Lage, onde, mais tarde, passou a ser professora e a coordenar atividades culturais.
Cursou gravura em metal e linóleo no Atelier 78, com Solange Oliveira e Valério Rodrigues, nos anos 1995 e 1996. Em 1997, participou do livro" As Mil e Uma Noites à Luz do Dia" : Sherazade Conta Histórias Árabes, de Katia Canton, com suas ilustrações.

## Prêmios e medalhas
| Ano  | Prêmio |
| ---- | --- |
| 1984 | Prêmio Iberê Camargo, prêmio de aquisição do 7º Salão Nacional de Artes Plásticas, Museu de Arte Moderna do Rio de Janeiro |
| 1989 | Especial referência do júri da II Bienal Internacional de Cuenca, Equador                                                  |
| 1990 | Prêmio Brasília de Artes Plásticas do Museu de Arte de Brasília                                                            |
| 1992 | Prêmio Eco Art, Museu de Arte Moderna do Rio de Janeiro                                                                    |
| 2007 | Chevalier des Arts et des Lettres outorgada pelo governo francês                                                           |
| 2010 | Ordem do Ipiranga outorgada pelo Governador de São Paulo José Serra                                                        |
| 2016 | Ordem do Mérito Cultural – Classe Comendador                                                                               |

## Atividades didáticas
| Ano     | Universidades                                                                                                |
| ------- | --- |
| 1986/96 | Lecionou e coordenou o Departamento de Pintura da Escola de Artes Visuais do Parque Lage, Rio de Janeiro     |
| 1997    | Tylers University, Filadelfia PA, EUA - Artista visitante                                                    |
| 1997    | Wichita University, Wichita KS, EUA - Artista visitante                                                      |
| 1998    | Yale University, New Haven CT, EUA - Artista visitante                                                       |
| 2005    | Massachusetts College of Art, Boston MA, EUA - Artista visitante                                             |
| 2008    | Programas especiais da Idyllwild Arts, Los Angeles CA, EUA                                                   |
| 2013    | School of the Art Institute of Chicago, Chicago IL, EUA - Artista visitante                                  |
| Ano     | Oficinas |
| 2016    | MASP Museu de Arte de São Paulo – Oficina de desenho, Histórias de Crianças                                  |
| 2017    | Carpintaria, (Fortes D’Aloia &amp; Gabriel), Rio de Janeiro – Oficina infantil, Marola, Mariola e Marilola   |
| 2018    | Fondation Cartier pour l’art contemporain, Paris – Oficina infantil                                          |
| 2019    | MASP Museu de Arte de São Paulo – Oficina infantil, O Círculo e seus Amigos                                  |
| 2023    | Instituto Incluzartiz – Oficina Infantil                                                                     |
| 2023    | Turner Contemporary, Margate, Inglaterra – Oficina infantil por ocasião da mostra Beatriz Milhazes: Maresias |
| 2023    | Cliftonville Cultural Center, Margate, Inglaterra.                                                           |

## Pinturas
"Abram o reino" (1988); "Me perdoa… Te perdôo!" (1989); “Paz e Amor” (1992); "Viagem ao centro da Terra" (1993); "O Beijo" (1995); "Gavião e Passarinhos" (1998); "Os pares" (1999); "Batulada" (1999); "O Selvagem" (1999); "O Mágico" (2001); "Ilha de Capri" (2002); "O Diamante" (2002); "O Caipira" (2004); “Beleza Pura" (2006); "Mulatinho" (2008); "Popeye" (2007-2008); "Sinfonia Nordestina" (2008); "Pierrot e Colombina" (2009); "O Moderno" (2015); “Coqueiral em marrom e azul celeste” (2016-2017); "Mistura sagrada" (2022); "Meia noite, meio dia" (2023); "O Vendedor de Frutas" (2023).

Abram o reino! 1988. Técnica mista. 179 x 191cm, Foto Manuel Águas & Pepe SchettinoAbram o reino! 1988. Técnica mista. 179 x 191cm, Foto Manuel Águas & Pepe Schettino
"Me perdoa… Te perdôo!", 1989. Técnica mista. 189 x 234cm. Foto Manuel Águas & Pepe Schettino"Me perdoa… Te perdôo!", 1989. Técnica mista. 189 x 234cm. Foto Manuel Águas & Pepe Schettino
Viagem ao centro da Terra, 1993. Tinta acrílica sobre tela. 170 x 180cm. Foto Manuel Águas & Pepe Schettino.Viagem ao centro da Terra, 1993. Tinta acrílica sobre tela. 170 x 180cm. Foto Manuel Águas & Pepe Schettino.
O Diamante, 2002. Tinta acrílica sobre tela. 250 x 381cm. Foto Vicente de Mello, scan James Cohan Gallery.O Diamante, 2002. Tinta acrílica sobre tela. 250 x 381cm. Foto Vicente de Mello, scan James Cohan Gallery.
Ilha de Capri, 2002. Tinta acrílica sobre tela. 246,5 x 189cm. Foto Jorge MiñoIlha de Capri, 2002. Tinta acrílica sobre tela. 246,5 x 189cm. Foto Jorge Miño
Popeye. 2007- 2008, Tinta acrílica sobre tela. 199 x 139cm. Foto Manuel Águas & Pepe SchettinoPopeye. 2007- 2008, Tinta acrílica sobre tela. 199 x 139cm. Foto Manuel Águas & Pepe Schettino
Sinfonia Nordestina. 2008. Tinta acrílica sobre linho. 246 x 368cm. Foto Jason MandellaSinfonia Nordestina. 2008. Tinta acrílica sobre linho. 246 x 368cm. Foto Jason Mandella
Coqueiral em marrom e azul celeste, 2016-2017. Tinta acrílica sobre tela. 279 x 189,5cm. Foto Pepe SchettinoCoqueiral em marrom e azul celeste, 2016-2017. Tinta acrílica sobre tela. 279 x 189,5cm. Foto Pepe Schettino
Meia noite, meio dia, 2023. Acrílica sobre linho. 280 x 302cm. Foto Pepe SchettinoMeia noite, meio dia, 2023. Acrílica sobre linho. 280 x 302cm. Foto Pepe Schettino
O Vendedor de Frutas, 2023. Acrílica sobre tela. 170 x 160cm. Foto Pepe SchettinoO Vendedor de Frutas, 2023. Acrílica sobre tela. 170 x 160cm. Foto Pepe Schettino

## Técnica
Em 1989, Beatriz Milhazes desenvolveu sua técnica de pintura baseada no processo de monotipia seca. Sobre uma folha de plástico transparente, são pintados com várias camadas de tinta acrílica os diversos motivos, elementos e áreas sólidas de cor criados individualmente. As camadas justapostas formam uma película suficientemente espessa e resistente para que possam ser transferidas para a tela de algodão e/ou linho após a aplicação de um medium acrílico. A técnica impõe um grande controle e distanciamento para a construção das imagens assim como oferece um resultado “painterly” para a superfície das pinturas. A importância desta descoberta abriu portas importantes para o desenvolvimento da linguagem da artista e conceitos na pintura e se mantém presente em sua prática de atelier.
Sua obra é focada principalmente na pintura; também desenvolve trabalhos no campos da colagem, gravura, cenografia e projetos para espaços específicos. Realizou ilustrações para livros, como em “1001 Noites à Luz do Dia - Sherazade conta histórias árabes", de Katia Canton; e projetos gráficos para editoriais de revistas e jornais.

## Projetos especiais[15]
| Ano       | Projetos especiais |
| --------- | --- |
| 2004      | Gávea. Projeto Brasil 40º - Projeto criado para a fachada de vidro da Selfridge's & Co, Manchester, Reino Unido |
| 2005/2006 | Peace and Love - Painel de vinil criado para a estação de metrô Gloucester Road - Platform for Art, London Underground, Londres, Reino Unido                                                                                                  |
| 2005/2007 | Guanabara - Painel de vinil criado para o restaurante Level 7 da Tate Modern, Londres, Reino Unido |
| 2007      | O Sonho - Seis paneis criados para a loja da Taschen de Nova York projetada por Philippe Starck, EUA |
| 2008      | Bailinho - Projeto criado para as janelas de uma das salas da Pinacoteca do Estado de São Paulo, Brasil |
| 2008      | Maracolouco - Projeto criado para a fachada de vidro do Museum of Contemporary Art (MOT) - Tóquio, Japão |
| 2008      | Gamboa - Móbile criado para a Prospect.1, New Orleans-US Biennial, Inc. - Louisiana State Museum, EUA |
| 2009      | Casa de Baile e Samambaia - Projeto criado para a fachada de vidro da Fondation Cartier, Paris, França |
| 2009/10   | American Seasons - pintura mural projetada para a [wall-painting designed for the] K & L Gates Center,. Pittsburgh, USA. 2009. |
| 2010      | Arpoador - Criação de um jardim para o Festival de Jardins do Museu de Arte Moderna de São Paulo, Parque do Ibirapuera, São Paulo, Brasil |
| 2010      | Saravá - Projeto criado para a fachada de vidro da galeria Stephen Friedman, Londres, Reino Unido |
| 2010      | O Sol - Cerâmica criada para o chão da Fondation Beyeler, Basel, Suíça |
| 2011      | Aquarium - Criação de um móbile para o Atelier Cartier e a Fondation Cartier pour l’Art Contemporain, França |
| 2011      | Gamboa - Móbile recriado para a Fondation Beyeler, Basel, Suíça |
| 2012      | Jardim Verde - Criação de um painel para a Fundação Calouste Gulbenkian, Lisboa, Portugal |
|           | Joaquim Maria - Cortina criada para MALBA - Fundacion Costantini, Buenos Aires, Argentina |
| 2013      | Gamboa I - Móbile criado para o Paço Imperial, Rio de Janeiro, RJ |
| 2013/14   | Oceana Norte e Oceana Sul - Mosaicos de cerâmica criados para dois murais nas duas torres do Projeto Oceana, Key Biscayne de Eduardo Constantini, Miami EUA.                                                                                  |
| 2015/16   | Oilalá - Painel de vinil criado para Oi Futuro Flamengo, Rio de Janeiro |
| 2016      | Gamboa II – Móbile criado para o The Jewish Museum, Nova York, EUA |
| 2016      | Moon Love Dreaming - Projeto permanente (wall-painting) desenvolvido para The Grace Farms Foundation – Nova Canaã/Conecticute, Estados Unidos. O projeto arquitenônico do local foi desenvolvido pelo SANAA (Kazuyo Sejima e Ryue Nishizawa). |
| 2016/17   | Tuiuti e Paquetá – Projetos permanentes de cerâmica e de wall-painting, respectivamente, desenvolvidos para o driveway e o lobby do Hospital Presbiteriano de Nova York.                                                                      |
| 2018/19   | Yellow Flower Dream – obra criada para a A-Art House, dentro do projeto Art House Project, ilha de Inujima, Japão. |
| 2020      | Gamboa Seasons in La Jolla – mural impresso reproduzindo as imagens do poliptico Gamboa Seasons, parte do La Jolla Murals, no bairro de La Jolla, San Diego, CA. Inagurado em jul 2020                                                        |
| 2020      | Artycapucine LV – Criação de desenho exclusivo para bolsa Capucines, ícone da marca. Lançamento set 2020 |
| 2021      | Safety Curtain Project, mip-museum in progress e Opera de Viena. 21 out 2021 a 30 jun. 2022. |
| 2022      | O Esplendor - Projeto criado para a fachada de vidro do Long Museum, Shangai, por ocasião da mostra Beatriz Milhazes: Ballet em Diagonais |
| 2023      | O Esplendor – Projeto criado para a fachada de vidro da Turner Contemporary, Margate, Reino Unido, por ocasião da mostra Beatriz Milhazes: Ballet em Diagonais                                                                                |

## Cenografia

Tempo de Verão, 2004[http://www.wikidanca.net/wiki/index.php/M%C3%A1rcia_Milhazes_Dan%C3%A7a_Contempor%C3%A2nea

| Ano     | Cenografia                   |
| ------- | ---------------------------- |
| 1987    | Dançando Villa-Lobos         |
| 1994    | Poème de l’Enfant et sa Mère |
| 1995/96 | Santa Cruz                   |
| 1998/99 | A Rosa e o Caju              |
| 2000    | Os Pássaros                  |
| 2000    | Joaquim Maria                |
| 2004    | Tempo de Verão               |
| 2008    | Meu Prazer                   |
| 2012    | Camélia                      |
| 2015/16 | Sempre seu                   |

## Gamboa
Originalmente inspirada no cenário Tempo de Verão, criado em 2004 para a apresentação de Marcia Milhazes Cia de Dança, o mobile Gamboa de Beatriz Milhazes se transformou desde então em uma ocupação especial que se adapta às especificações de cada local onde ele é apresentado.
Tempo de Verão (2004) foi concebido como um candelabro que flutuava no palco, e existia somente em sua relação com a performance. Sua intensidade estava concentrada nas pontas, compostas por uma rica mistura de elementos suspensos por fios que iluminava a cena da dança. Em Gamboa, estes elementos elaborados ocupam o espaço em vários pontos ao longo dos fios, organizando o equilibrio entre peso e volume. Nasce, então, a ideia de uma escultura completa, uma obra em si mesmo.
Henri Matisse, Tarsila do Amaral, e Piet Mondrian assim como o desfile de Carnaval no Rio de Janeiro, criado pelo carnavalesco Fernando Pinto nos anos 80, são fortes referências no trabalho de Beatriz Milhazes desde o início do desenvolvimento de sua linguagem visual. Cada versão do Gamboa é produzida a partir dos desenhos de Beatriz por artesãos baseados em motivos e ornamentos do Carnaval. Com a coordenação de Sergio Farias e Glauce Milhazes, por artesãos da Imperatriz Leopoldinense (Gamboa, Gamboa I e II) e Gabriel Haddad e Leonardo Bora (Gamboa III) coordenando artesãos da Grande Rio. Uma rica mistura de materiais novos e reciclados de outros desfiles trazem para a obra a energia e o espírito da rica cultura carioca e suas tradições.
Com suas performances, Marcia Milhazes Cia de Dança desenvolve um diálogo contínuo com diversas versões da obra ao longo do tempo, incluindo a mais recente instalação, Gamboa III na Pace Gallery em Nova Iorque. Ao entrar no ambiente das artes visuais, suas coreografias são um acontecimento – a criação de um harmonioso e infinito ciclo.
O cenário Tempo de Verão da apresentação de Marcia Milhazes Cia de Dança, em 2004, se transformou em um conceito espacial baseado no formato de móbiles e ganhou os espaços de Museus, Instituições e Galerias de arte, a partir de 2008.
Os elementos e motivos são desenvolvidos a partir de meus desenhos e com referência nos adereços de Carnaval. Têm sido executados por artesões de escolas de samba. Com a coordenação de Sergio Farias e Glauce Milhazes, por artesãos da Imperatriz Leopoldinense (Gamboa, Gamboa I e II) e Gabriel Haddad e Leonardo Bora (Gamboa III) coordenando artesãos da Grande Rio. Curiosamente as coreografias de Marcia Milhazes ingressam no ambiente das artes e desenvolvem um diálogo com o Gamboa. Um acontecimento, a formação de um ciclo, um ciclo infinito e pleno de harmonia.
Diferentes versões foram concebidas de acordo com especificidades dos espaços ocupados pela obra:
- Gamboa – apresentado em duas versões, na Prospect 1 – US Biennal, em New Orleans; e na Fondation Beyeler, Basel (2010).

- Gamboa I – desenvolvido em uma única versão, para o Paço Imperial, Rio de Janeiro (2013)
- Gamboa II – três versões distintas, que se diferenciavam principalmente em relação a altura da obra, apresentadas no Jewish Museum, NY (2016); White Cube Gallery, Londres (2018); e Parque Lage, Rio de Janeiro (2019).
- Gamboa III – desenvolvido para a mostra retrospectiva Beatriz Milhazes: Avenida Paulista, no MASP e Itaú Cultural (2020) e apresentado na exposição Beatriz Milhazes: Mistura Sagrada, Pace Gallery NY.[17]

## Lista de exposições individuais[18][19]
| Ano  | Título da exposição |
| ---- | --- |
| 1985 | Beatriz Milhazes: Pinturas. Galeria Cesar Aché, Rio de Janeiro (24 Set a 11 Out) |
| 1987 | Beatriz Milhazes: Pintura e Escultura. Galeria Cesar Aché, Rio de Janeiro (05 a 29 Mai) |
| 1988 | Beatriz Milhazes: Pinturas. Galeria Suzana Sassoun, São Paulo (24 Mai a 14 Jun) |
| 1989 | Beatriz Milhazes. Pasárgada Arte Contemporânea, Recife (7 Nov a 8 Dez) |
| 1990 | Beatriz Milhazes. Galeria Saramenha, Rio de Janeiro (21 Ago a 8 Set) |
| 1991 | Beatriz Milhazes: Pinturas. Subdistrito Comercial de Arte, São Paulo (21 Mai a 15 Jun) |
| 1993 | Beatriz Milhazes: Pinturas recentes. Galeria Camargo Vilaça, São Paulo (10 Nov a 4 Dez) |
| 1993 | Beatriz Milhazes: Pinturas recentes. Sala Alternativa Artes Visuales, Caracas (Setembro) |
| 1994 | Beatriz Milhazes. Galeria Ramis Barquet, Monterrey (03 Jun a 02 Jul) |
| 1994 | Beatriz Milhazes: Pinturas. Galeria Anna Maria Niemeyer, Rio de Janeiro (15 Set a 01 Out) |
| 1994 | Atelier Contemporâneo - Projeto FINEP. Paço Imperial, Rio de Janeiro (21 Nov a 08 Jan) |
| 1995 | Beatriz Milhazes. Dorothy Goldeen Gallery, Los Angeles (13 Jul a 26 Ago) |
| 1996 | Beatriz Milhazes. Edward Thorp Gallery, New York (09 Mar a 13 Abr) |
| 1996 | Beatriz Milhazes. Galeria Ismael Nery - Centro de Arte Calouste Gulbenkian, Rio de Janeiro (30 Jul a 16 Ago) |
| 1996 | Beatriz Milhazes. Galeria Camargo Vilaça, São Paulo (Outubro) |
| 1997 | Beatriz Milhazes. Elba Benítez Galería, Madrid (22 Mai a 28 Jun) |
| 1997 | Beatriz Milhazes. Museu Alfredo Andersen, Curitiba (28 Mai a 22 Jun) |
| 1997 | Beatriz Milhazes: Recent Paintings. Edward Thorp Gallery, Nova York (15 Nov,1997 a 10 Jan,1998) |
| 1997 | Beatriz Milhazes. Barbara Faber Gallery, Amsterdam |
| 1998 | Beatriz Milhazes. Galerie Nathalie Obadia, Paris (25 Abr a 20 Jun) |
| 1998 | Beatriz Milhazes: Pinturas. Galeria Anna Maria Niemeyer, Rio de Janeiro (Novembro) |
| 1998 | Beatriz Milhazes: Screen Print. Paço Imperial, Rio de Janeiro (08 Dez, 1997 a 28 Fev, 1999) |
| 1999 | Beatriz Milhazes. Galerie Nathalie Obadia, Paris |
| 1999 | Beatriz Milhazes: Screenprints. Durham Press, Durham, PA (04 Out a 31 Dez) |
| 1999 | Beatriz Milhazes. Exposição Galería Elba Benitez, Madrid |
| 1999 | Beatriz Milhazes. Stephen Friedman Gallery, Londres (29 Out a 27 Nov) |
| 2000 | Beatriz Milhazes. Galeria Camargo Vilaça, São Paulo (06 a 27 Abr) |
| 2000 | Beatriz Milhazes: Recent Paintings. Edward Thorp Gallery, Nova York (19 Out a 25 Nov) |
| 2001 | Beatriz Milhazes. Ikon Gallery, Birmingham (04 Abr a 13 Mai), traveled to Birmingham Museum of Art, Birmingham, AL (01 Jul a 02 Set) |
| 2001 | Beatriz Milhazes. Galeria Pedro Cera, Lisboa (28 Set a 03 Nov) |
| 2001 | Beatriz Milhazes. Galería Elba Benítez, Madri (13 Nov a 15 Dec) |
| 2002 | Beatriz Milhazes. Stephen Friedman Gallery, Londres (19 Abr a 18 Mai) |
| 2002 | Mares do Sul. Centro Cultural Banco do Brasil, Rio de Janeiro (29 Out, 2002 a 26 Jan, 2003) |
| 2002 | Coisa Linda. The Museum of Modern Art (MOMA), New York (21 nov 2002 a 13 jan 2003) |
| 2003 | Beatriz Milhazes. Galerie Max Hetzler, Berlin (31 Jan a 15 Mar) |
| 2003 | Beatriz Milhazes. Domaine de Kerguéhennec, Centre d’Art Contemporain, Bignan (05 Out a 07 Dez) |
| 2004 | Meu Prazer. Galeria Fortes Vilaça, São Paulo (24 Abr a 15 Mai) |
| 2004 | Summertime. James Cohan Gallery, Nova York (22 Out a 04 Dez) |
| 2005 | Lagoa. Mezanino do Museu de Arte da Pampulha, Belo Horizonte (09 Out a 27 Nov) |
| 2005 | Peace and Love. Gloucester Road Underground Station, Londres (22 Nov, 2005 a 22 Mai, 2006) |
| 2005 | Joá. Stephen Friedman Gallery, Londres (25 Nov, 2005 a 14 Jan, 2006) |
| 2006 | Pipoca Moderna. Galerie Max Heztler, Berlim (28 Abr a 03 Jun) |
| 2007 | New Prints. James Cohan Gallery, Nova York (09 Mar a 31 Mar) |
| 2007 | Beatriz Milhazes. Galeria Fortes Vilaça, São Paulo (01 Dez, 2007 a 26 Jan, 2008) |
| 2008 | Beatriz Milhazes: Pintura, Colagem. Pinacoteca do Estado de São Paulo (06 Set a 30 Nov) |
| 2008 | Beatriz Milhazes. James Cohan Gallery, Nova York (11 Out a 15 Nov) |
| 2009 | Beatriz Milhazes. Fondation Cartier pour l’art contemporain, Paris (04 Abr a 21 Jun) |
| 2010 | Beatriz Milhazes: Golden Roses Series. James Cohan Gallery, New York (1 Abr – 1 Maio) |
| 2010 | Gravuras. Museu de Arte do Espírito Santo Dionísio Del Santo (01 Jun a 29 Ago) |
| 2010 | Beatriz Milhazes. Stephen Friedman Gallery, Londres (11 Out a 20 Nov) |
| 2011 | Beatriz Milhazes. Fondation Beyeler, Basel (29 Jan a 15 Mai) |
| 2011 | Beatriz Milhazes. Galerie Max Hetzler, Berlim (10 Set a 05 Nov) |
| 2011 | Beatriz Milhazes: Screenprints 1996–2011. Whitechapel Gallery at Windsor, Miami (03 Dez, 2011 a 29 Fev, 2012) |
| 2012 | Quatro estações. Fundação Calouste Gulbenkian, Lisboa (17 Fev a 20 Mai) |
| 2012 | Beatriz Milhazes: Gravuras - Acervo Pinacoteca do Estado de São Paulo. Caixa Cultural, Rio de Janeiro (14 Ago a 30 Set) |
| 2012 | Panamericano. Beatriz Milhazes: Pinturas 1999 - 2012. MALBA: Museo de Arte Latinoamericano de Buenos Aires, Buenos Aires (14 Set a 07 Dez) |
| 2012 | Um Itinerário Gráfico. SESC Quitandinha, Petrópolis, Rio de Janeiro (06 a 29 Jul), SESC Palmas, Tocantins (07 Ago a 05 Set); SESC São Luís, Maranhão (04 a 31 Out); SESC Santana, São Paulo (22 Nov, 2012 a 24 Fev, 2013); SESC Bauru, São Paulo (09 Jun a 23 Jul); SESC Palladium, Belo Horizonte, Minas Gerais (05 a 22 Set); SESC Uberlândia, Minas Gerais (03 Out a 10 Nov); SESC Teofilo Otoni, Minas Gerais (21 Nov, 2013 a 06 Jan, 2014); Museu de Arte Murilo Mendes, Juiz de Fora, Minas Gerais (17 Jan a 27 Fev); SESC Cabo Branco, João Pessoa, Paraíba (06 Jun a 31 Jul); SESC Arapiraca, Alagoas (10 Ago a 14 Sep); SESC Crato, Fortaleza, Ceará (07 Nov, 2014 a 12 Jan, 2015); SESC Iracema, Fortaleza, Ceará (03 Mar a 08 Abr, 2015); SESC Garanhuns, Pernambuco (14 jul a 02 Out, 2015); Centro Cultural Sesc Paraty/RJ (04 Mar a 24 Abr, 2016); SESC - Morada dos Baís, Campo Grande (18 Abr a 16 Jun, 2017); SESC Itajaí e Universidade do Vale do Itajaí (Univali) Espaço Multiuso, Itajaí (16 Jul a 26 Ago, 2018); Museu de Arte de Santa Catarina (MASC) - Centro Integrado de Cultura, Florianópolis (04 Dez, 2018 a 03 Fev, 2019), Centro Cultural da UFRGS, Porto Alegre (19 fev a 30 mar, 2019). |
| 2013 | Beatriz Milhazes: Meu Bem. Paço Imperial, Rio de Janeiro (29 Ago a 27 Out) traveled to MON Museu Oscar Niemeyer, Curitiba (21 Nov, 2013 a 23 Fev, 2014) |
| 2013 | O Círculo e seus amigos. Galeria Fortes Vilaça, São Paulo (23 Nov, 2013 a 24 Jan, 2014) |
| 2014 | Beatriz Milhazes: Jardim Botânico. Pérez Art Museum, Miami (19 Set, 2014 a 11 Jan, 2015) |
| 2015 | Coleção de Motivos. Espaço Cultural Unifor, Fortaleza (24 Fev a 28 Jun) |
| 2015 | Beatriz Milhazes. White Cube, Hong Kong (13 Mar a 30 May) |
| 2015 | Marola. James Cohan Gallery, Nova York (22 Out a 28 Nov) |
| 2016 | Using Walls, Floors, and Ceilings: Beatriz Milhazes. The Jewish Museum, Nova York (06 Mai a 23 Out) |
| 2016 | Beatriz Milhazes - Marilola. Galerie Max Hetzler, Paris (17 Out a 19 Nov) |
| 2017 | Marola, Mariola e Marilola. Carpintaria (Fortes D’Aloia &amp; Gabriel), Rio de Janeiro (20 Mai a 15 Jul) |
| 2018 | Beatriz Milhazes: Rio Azul. White Cube Bermondsey, Londres (18 Abr a 1 Jul) |
| 2020 | Beatriz Milhazes: Avenida Paulista. MASP - Museu de Arte de São Paulo &amp; Itaú Cultural. São Paulo (11 e 18 Dez 2020 a 30 mai 2021) |
| 2021 | Gabinete Beatriz Milhazes. Museu de Arte de São Paulo. São Paulo (25 jun a 01 ago) |
| 2021 | Beatriz Milhazes: Ballet em Diagonais. Long Museum (West Bund), Shanghai. (30 set a 28 nov) |
| 2022 | Beatriz Milhazes: Mistura Sagrada. Pace Gallery, Nova Iorque, EUA. (15 set a 29 out) |
| 2023 | Beatriz Milhazes: Maresias. Turner Contemporary, Margate, UK (27 mai – 10 set) |
| 2023 | Beatriz Milhazes: Paisagem em Desfile. Max Hetzler Gallery, Berlin (15 set – 28 out) |

## Lista de exposições coletivas[19][18]
| Ano  | Título da exposição |
| ---- | --- |
| 1983 | Pintura, Pintura! Fundação Casa de Rui Barbosa, Rio de Janeiro (11 a 24 Out) |
| 1983 | “Pintura no Metrô”. Estação Carioca do Metrô Rio, Rio de Janeiro |
| 1983 | 6º Salão Nacional de Artes Plásticas. Museu de Arte Moderna do Rio de Janeiro (01 Dez, 1983 a 15 Jan,1984) |
| 1984 | Como vai você, Geração 80? Escola de Artes Visuais do Parque Lage, Rio de Janeiro (14 Jul a 12 Ago) |
| 1984 | 7º Salão Nacional de Artes Plásticas. Museu de Arte Moderna do Rio de Janeiro (07 Dez, 1984 a 20 Jan,1985) |
| 1984 | Arte na Rua II. 150 out-doors entre São Paulo, Rio de Janeiro e Brasília. Organização: Museu de Arte Contemporâneo de São Paulo - MAC/USP, São Paulo. (Setembro) |
| 1985 | Arte Construção. Business Center Gallery, Rio de Janeiro (09 Dez, 1985 a 19 Jan,1986) |
| 1985 | 8º Salão Nacional de Artes Plásticas. Museu de Arte Moderna do Rio de Janeiro (13 Dez, 1985 a 2 Feb, 1986) |
| 1985 | Arte Jovem Internacional, Universiade 85. Kobi, Japão. |
| 1986 | Pinturas. Galeria de arte UFF, Niterói (30 Abr a 25 Mai) |
| 1986 | Novas Impressões. GB Arte, Rio de Janeiro (Abril) |
| 1986 | Território Ocupado. Escola de Artes Visuais do Parque Lage, Rio de Janeiro (13 Dez, 1986 a 11 Jan, 1987) |
| 1986 | Pinturas. El Escrete Volador, Guadalajara |
| 1987 | Atelier 78 em 87. Espaço de Arte Banco Central do Brasil, Rio de Janeiro (17 a 27 Mai) |
| 1987 | V Salão Paulista de Arte Contemporânea. Pinacoteca do Estado de São Paulo, São Paulo (29 Out a 29 Nov) |
| 1988 | 10º Salão Nacional de Artes Plásticas. FUNARTE – Fundação Nacional de Arte, Rio de Janeiro (25 Mar a 28 Apr) |
| 1988 | Subindo a Serra. Palácio das Artes, Belo Horizonte (20 Jul a 05 Ago) |
| 1988 | Dois a Dois. Gallery of the Argentinean Consulate, Rio de Janeiro |
| 1989 | II Bienal Internacional de Cuenca. Museu de Arte Moderno, Equador (02 Jun a 03 Ago) |
| 1989 | O Mestre à Mostra. Escola de Artes Visuais do Parque Lage, Rio de Janeiro (08 a 30 Jul) |
| 1989 | Rio Hoje. Museu de Arte Moderna do Rio de Janeiro – MAM, Rio de Janeiro (25 Out a 03 Dez) |
| 1989 | Cristina Canale, Cláudio Fonseca, Beatriz Milhazes, Luiz Pizzarro e Luiz Zerbini. Museu de Arte Contemporânea - MAC/USP, São Paulo, traveled to Funarte – Galeria Rodrigo Mello Franco de Andrade, Rio de Janeiro (18 Jan a 09 Feb) |
| 1990 | O Rosto e a Obra nº 9. Galeria de Arte IBEU, Rio de Janeiro (09 Jan a 23 Fev) |
| 1990 | Projeto Arqueos. Fundição Progresso, Rio de Janeiro (20 a 30 Ago - Processo de criação aberto ao público) (30 Ago a 02 Set - Exposição) |
| 1990 | Prêmio Brasília de Artes Plásticas 1990. Museu de Arte de Brasília – MAB, Brasília (25 Out a 25 Nov) |
| 1991 | Brasil: La Nueva Generación. Museo de Bellas Artes, Caracas (11 Abr a 19 Mai) |
| 1991 | BR/80 - Pintura Brasil Década 80. Fundação Casa França Brasil, Rio de Janeiro (02 Jul a 04 Ago) |
| 1992 | Eco Art. Museu de Arte Moderna do Rio de Janeiro – MAM, Rio de Janeiro (05 a 30 Jun) |
| 1992 | Ciertos Signos Americanos. Sala Alternativa Artes Visuales, Caracas (Novembro) |
| 1992 | Brazilian Contemporary Art. Galeria Rodrigo Mello Franco IBAC \| Galeria Sérgio Milliet \| Escola de Artes Visuais do Parque Lage, Rio de Janeiro (26 Nov a 15 Dez) |
| 1992 | João Satamini/Subdistrito. Casa das Rosas, São Paulo (26 Nov, 1992 a 17 Jan, 1993) |
| 1992 | A Caminho de Niteroi – Coleção João Leão Sattamini. Paço Imperial, Rio de Janeiro (12 Dez, 1992 a 14 Fev, 1993) |
| 1993 | Coletiva de Gravuras. Espaço Namour, São Paulo (18 Mar a 18 Abr) |
| 1993 | Ultramodern, The Art of Contemporary Brazil. The National Museum of Women in the Arts, Washington, D.C. (02 Abr a 01 Ago) |
| 1993 | Brasil Contemporâneo. Casa da Imagem, Curitiba (15 Abr a 15 Mai) |
| 1993 | A Caminho do Museu. Centro Cultural de São Paulo, São Paulo (13 Mai a 06 Jun) |
| 1993 | FIA 93 – II Feira Iberoamericana de Arte \| Galería del Mundo. Sala Alternativa Artes Visuales \| Galeria Camargo Villaça, Caracas (08 a 13 Jun) |
| 1993 | Guignard: A Escolha do Artista. Paço Imperial, Rio de Janeiro (20 Ago a 26 Set) |
| 1993 | O Papel do Rio. Paço Imperial, Rio de Janeiro (16 Set a 14 Nov) |
| 1993 | Arte Moderna Brasileira na Coleção Gilberto Chateaubriand. Museu de Arte Moderna do Rio de Janeiro - MAM, Rio de Janeiro |
| 1993 | Encontros e Tendências. Museu de Arte Contemporânea da Universidade de São Paulo – MAC USP, São Paulo |
| 1994 | Pequeño Formato Latinoamericano - 94. Luigi Marrozzini Gallery, San Juan (Março) |
| 1994 | Slant of Light: International Art Exhibition, Art New York International. Pier 92, New York (27 Abr a 01 Mai) |
| 1994 | The Exchange Show: Twelve Painters from San Francisco and Rio de Janeiro. Center for the Arts, Yerba Buena Gardens, San Francisco (23 Jun a 28 Ago), traveled to Museu de Arte Moderna do Rio de Janeiro – MAM, Rio de Janeiro (06 Out a 19 Nov) |
| 1994 | Dialogo sobre siete puntos: Encuentro Interamericano de Artes Plásticas. Museo Guadalajara |
| 1994 | Colectiva: Pintura 94. Sala Alternativa Artes Visuales Caracas, Venezuela |
| 1995 | Regards d’Amérique Latine. Galerie d’Art Actuel Regard, Genève (04 Mai a 30 Jun) |
| 1995 | Transatlantica: The America-Europa non representativa. Museo Alejandro Otero, Caracas (09 Jul a 08 Out) |
| 1995 | Panorama da arte Brasileira. Museu de Arte Moderna de São Paulo (24 Out a 26 Nov), traveled to Museu de Arte Moderna do Rio de Janeiro (06 Dez,1995 a 21 Jan, 1996) |
| 1995 | Décimo Quarto Arte Pará. Galeria Romulo Maiorana, Belém (Setembro) |
| 1995 | Carnegie International 1995. The Carnegie Museum of Art, Pittsburgh (26 Nov, 1995 a 27 Jan, 1996) |
| 1995 | 52nd Carnegie International. Carnegie Museum of Art, Pittsburgh (05 Nov, 1995 a 18 Fev, 1996) |
| 1995 | Anos 80: O Palco da Diversidade. Museu de Arte Moderna do Rio de Janeiro, Rio de janeiro; traveled to Galeria de Arte do SESI, São Paulo Galeria Camargo Vilaça, São Paulo |
| 1996 | Entretelas – Iole de Freitas, Beatriz Milhazes, Eliane Duarte. Museo Alejandro Otero,Caracas (04 Ago a 03 Oct) |
| 1996 | Impressões Itinerantes. Palácio das Artes, Belo Horizonte (04 a 26 Set) |
| 1996 | O Excesso. Paço das Artes, São Paulo (24 Set a 10 Dez) |
| 1996 | Arte Contemporânea Brasileira na Coleção João Sattamini. Museu de Arte Contemporânea de Niterói (2 Set, 1996 a 14 Set, 1997) |
| 1996 | Ouro de Artista. Casa Triângulo, São Paulo (29 Nov a 14 Dez) |
| 1996 | Theories of the Decorative. Baumgartner Galleries Inc., Washington. |
| 1996 | Brasil Contemporaneo. Casa da America Latina, Madri |
| 1996 | Pequenas Mãos. Paço Imperial/MinC IPHAN, Rio de Janeiro, traveled to Centro Cultural Alumni, São Paulo |
| 1997 | New Editions and Works on Paper. Betsy Senior Gallery, Nova York (01 Mar a 26 Abr) |
| 1997 | Theories of the Decorative: Abstraction and Ornament in Contemporary Painting. Inverleith House, Royal Botanic Graden, Edinburgh (09 Ago a 05 Out); traveled to Edwin A. Ulrich Museum of Art, Wichita State University, Wichtia (30 Out a 30 Dez) |
| 1998 | Desde el cuerpo: alegorias de lo femenino, Fundacion Museo de Bellas Artes, Caracas, Venezuela (Jan a Mar) |
| 1998 | 16º Salão Nacional de Artes Plásticas. Museu de Arte Moderna do Rio de Janeiro (13 Jan a 15 Fev) traveled to Centro de Artes da Funarte, Rio de Janeiro (12 Mar a 16 Abr) |
| 1998 | Decorative Strategies. Center for Curatorial Studies, Bard College, Annandale-on-Hudson, NY (05 a 19 Abr) |
| 1998 | Hanging – Contemporary Painting. Galeria Camargo Vilaça, São Paulo (04 a 28 Mai) |
| 1998 | Paisagem Urbana Contemporânea. Museu de Arte Moderna de São Paulo (28 Abr a 10 Mai) |
| 1998 | Der brasilianische Blick / Um Olhar Brasileiro: Sammlung Gilberto Chateaubriand. Haus der Kulturen der Welt, Berlin (03 Jul a 13 Set) traveled to Ludwig Forum fur Internationale Kunst, Aachen (22 Out a 29 Nov 29); Kunstmuseum Heidenheim (13 Dez, 1998 a 31 Jan, 1999) |
| 1998 | Painting Language. LA Louver, Los Angeles (05 Ago a 05 Set) |
| 1998 | Os Anos 80. Marina Potrich Galeria de Arte, Goiânia (03 a 26 Set) |
| 1998 | Every Day 98. 11th Biennale of Sydney (18 Set a 08 Nov) |
| 1998 | Camargo Vilaça Bis 46. Galeria Camargo Vilaça, São Paulo (28 Set a 26 Out) |
| 1998 | Abstract Painting, Once Removed. Contemporary Arts Museum Houston, Houston (03 Out a 06 Dez) traveled to Kemper Museum of Contemporary Art, Kansas (23 Abr, 1999 a 18 Jul, 1999) |
| 1998 | Arte Contemporânea Brasileira: um e/entre outro/s. XXIV Bienal Internacional de São Paulo, Pavilhão Ciccillo Matarazzo – Parque do Ibirapuera (3 Out a 13 Dec) |
| 1998 | O Moderno e o Contemporâneo na Arte Brasileira: Coleção Gilberto Chateaubriand – MAM/RJ. Museu de Arte de São Paulo - MASP, São Paulo (06 Out a 13 Dez) |
| 1998 | Espelho da Bienal. Museu de Arte Contemporânea de Niterói (10 Out a 18 Jun) |
| 1998 | Durham Press 10th Anniversary Exhibition. Marcel Sitcoske Gallery, São Francisco (03 Dez, 1998, 23 Jan, 1999) |
| 1998 | O Trio - Senise, Milhazes, Venosa. Galería Sala Alternativa, Caracas, Venezuela |
| 1999 | Women Printmakers. Jim Kempner Gallery, Nova York (06 Mar a 11 Abr) |
| 1999 | O Objeto Anos 90. Itaú Cultural, São Paulo (07 Abr a 30 Mai) |
| 1999 | Recent Prints. Betsy Senior Gallery, Nova York (17 Abr a 05 Jun) |
| 1999 | Impressões Contemporâneas - Mostra Rio Gravura. Paço Imperial, Rio de Janeiro, (11 Set a 11 Oct) |
| 1999 | New Painting. Nathalie Obadia Gallery, Paris (27 Nov, 1999 a 10 Jan, 2000) |
| 1999 | A imagem do som de Chico Buarque. Paço Imperial, Rio de Janeiro (02 Dez, 1999 a 05 Mar, 2000) |
| 1999 | Transvanguarda Latino Americana. Culturguest, Lisboa |
| 2000 | Projects 70: Jim Hodges, Beatriz Milhazes, Faith Ringgold. Museum of Modern Art, Nova York (01 Mai a 31 Out) |
| 2000 | 12ª Mostra de Gravura de Curitiba – Marcas do corpo, dobras da alma. Fundação Cultural de Curitiba. Curitiba (06 Jun a 08 Ago) |
| 2000 | Opulent. Cheim &amp; Read Gallery, Nova York (14 Jun a 01 Set) |
| 2000 | Rosas Rosas. Casa das Rosas, São Paulo (22 Ago a 17 Set) |
| 2000 | Furnished Paintings. Galería OMR, México (14 Nov, 2000 a 13 Jan, 2001) |
| 2000 | Drawings. Stephen Friedman Gallery, Londres (07 Dez, 2000 a 17 Jan, 2001) |
| 2000 | F[r]icciones: Versiones del Sur. Museo Nacional Centro de Arte Reina Sofia, Madri (12 Dez, 2000 a 25 Mar, 2001) |
| 2000 | Universal Abstraction 2000. Jan Weiner Gallery, Kansas City |
| 2001 | Hybrids - International Contemporary Painting. Tate Liverpool (06 Abr a 24 Jun) |
| 2001 | Trajetória da Luz. Itaú Cultural, São Paulo (13 Mai a 09 Set) |
| 2001 | Chicago. Galeria Camargo Vilaça |
| 2001 | Espelho Cego – Seleção de uma Coleção Contemporânea. Museu de Arte Moderna de São Paulo (10 Ago a 09 Set), traveled to Paço Imperial, Rio de Janeiro (03 Mai a 10 Jun) |
| 2001 | Operativo. Museo Tamayo Arte Contemporáneo, México (23 Ago a 18 Nov) |
| 2001 | Cultura Brasileira 1. Casa das Rosas, São Paulo (21 Set a 11 Nov) |
| 2001 | Rotativa – Fase 1. Galeria Fortes Vilaça, São Paulo (12 Dez, 1998 a 18 Jan, 2002) |
| 2001 | Viva a Arte Brasileira. Museu de Arte Moderna do Rio de Janeiro, Rio de Janeiro |
| 2001 | Posters of the Years to Come. Portfolio Kunst, Viena |
| 2002 | * Urgent Painting. Musée d’Art Moderne de la Ville de Paris, Paris (17 Jan a 03 Mar) |
| 2002 | Paralela. Mostra paralela a XXV Bienal Internacional de São Paulo, São Paulo (03 Mar a 28 Abr) |
| 2002 | Polly Apfelbaum, Black Flag, Beatriz Milhazes, Cravo e a Rosa. D’Amélio Terras Gallery, Nova York (06 Abr a 24 Mai) |
| 2002 | Diálogo, Antagonismo e Replicação na Coleção Sattamini. Museu de Arte Contemporânea de Niterói – MAC, Niterói (11 Mai a 07 Jul) |
| 2002 | Coleção Metrópolis de Arte Contemporânea. Pinacoteca do Estado de São Paulo (20 Jan a 31 Mar), traveled to Espaço Cultural CPFL, Campinas (13 Mai, 2004 a 18 Jul, 2004) |
| 2002 | Caminhos do Contemporâneo. Paço Imperial, Rio de Janeiro (10 Jul a 06 Out) |
| 2002 | O Mapa do Agora: Arte Brasileira recente na Coleção João Sattamini do Museu de Arte Contemporânea de Niterói. Instituto Tomie Ohtake, São Paulo (21 Ago a 03 Nov) |
| 2002 | Arquipélagos: O universo plural do MAM. Museu de Arte Moderna do Rio de Janeiro – MAM, Rio de Janeiro (18 Out a 01 Dez) |
| 2002 | Ópera Aberta: Celebração. Casa das Rosas, São Paulo (22 Out a 30 Nov) |
| 2002 | Fragmentos a seu ímã - Obras primas do MAB. Espaço Cultural Contemporâneo Venâncio – ECCO, Brasília (21 Dez, 2002 a 31 Jan, 2003) |
| 2003 | 2080. Museu de Arte Moderna de São Paulo (24 Jan a 05 Abr) |
| 2003 | Meus Amigos. Espaço MAM – Villa Lobos, São Paulo (22 Mai a 19 Jul) |
| 2003 | *Shattered Dreams: Sonhos despedaçados - Beatriz Milhazes \| Rosângela Rennó. |
| 2003 | Padiglione Brasile – 50ª Biennale di Venezia (15 Jun a 02 Nov) |
| 2003 | *Heisskalt \| Aktuelle Malerei aus der Sammlung Scharpff. Hamburger Kunsthalle, Hamburg (07 Nov, 2003 a 29 Feb, 2004), traveled to Staatsgalerie Stuttgart, Stuttgart (20 Mar a 13 Jun) |
| 2004 | *Carnaval. Centro Cultural Banco do Brasil, Rio de Janeiro (27 Jan a 28 Mar) |
| 2004 | MoMA at El Museo: Latin American and Caribbean Art from the Collection of the Museum of Modern Art. El Museo del Barrio, Nova York (04 Mar a 25 Jul) |
| 2004 | Natureza-Morta \| Still Life. Galeria de Arte do Centro Cultural SESI, São Paulo (02 Abr a 17 Nov) |
| 2004 | OPTIMO: Manifestations of Optimism in Contemporary Art. Ballroom Marfa, Texas (23 Abr a 27 Jun) |
| 2004 | Between The Lines. James Cohan Gallery, Nova York (07 Mai a 12 Jun) |
| 2004 | *Onde está você, Geração 80?. Centro Cultural Banco do Brasil, Rio de Janeiro (12 Jul a 26 Set) |
| 2004 | Arte Contemporânea Brasileira nas Coleções do Rio. Museu de Arte Moderna do Rio de Janeiro – MAM, Rio de Janeiro (27 Jul a 03 Out) |
| 2004 | *Estrategias Barrocas: Arte Contemporáneo Brasileño. Centro Cultural Metropolitano, Quito (29 Jul a 05 Set) |
| 2004 | Flower as Image: From Monet to Jeff Koons. Louisiana Museum, Humlebæk (10 Set, 2004 a 16 Jan, 2005) |
| 2004 | *XXVI Bienal Internacional de São Paulo. Pavilhão Ciccillo Matarazzo, Parque do Ibirapuera, São Paulo (26 Set a 19 Dez) |
| 2004 | Paralela 2004 – Uma exposição de arte contemporânea. Mostra paralela a XXVI Bienal Internacional de São Paulo, São Paulo (26 Set a 14 Nov) |
| 2004 | As Bienais: Um olhar sobre a produção brasileira 1951/2002. Galeria Bergamin, São Paulo (23 Set a 13 Nov) |
| 2004 | *The Encounters in the 21st Century: Polyphony—Emerging Resonances. 21st Century Museum of Contemporary Art, Kanazawa (09 Out, 2004 a 21 Mar, 2005) |
| 2005 | *Arte em Metrópolis. Instituto Tomie Ohtake, São Paulo (25 Fev a 17 Abr), traveled to Museu Oscar Niemeyer, Curitiba (11 Jun a 21 Ago) |
| 2005 | Blumen mythos: von Vincent van Gogh bis Jeff Koons. Fondation Beyeler, Basel (27 Fev a 22 Mai) |
| 2005 | 10th Anniversary Exhibition. Stephen Friedman Gallery, Londres (29 Mar a 23 Abr) |
| 2005 | *Works on Paper. Galerie Max Hetzler, Berlin (06 Mai a 25 Jun) |
| 2005 | *POPulence. Blaffer Gallery, The Art Museum of the University of Houston (25 Jun a 27 Ago), traveled to Museum of Contemporary Art Cleveland (15 Set a 20 Dez); Southeastern Center for Contemporary Art, Winston-Salem (21 Jan, 2006 a 02 Abr, 2006) |
| 2005 | *24ª Arte Pará 2005 Contemporâneo. Fundação Rômulo Maiorana, Belém |
| 2006 | *É HOJE na arte brasileira contemporânea: Coleção Gilberto Chateaubriand. Centro Cultural Santander Banespa, Rio de Janeiro (15 Fev a 28 Mar) |
| 2006 | Since 2000: Printmaking Now. Print Galleries - Museum of Modern Art, Nova York, (03 Mai a 18 Set) |
| 2006 | Dear Friends. Domaine de Kerguéhennec, Centre d’Art Contemporain, Bignan (01 Jul a 01 Out) |
| 2006 | Clube da Gravura - 20 anos. Museu de Arte Moderna de São Paulo - MAM, São Paulo (05 Jul a 10 Set) |
| 2006 | Um Século de Arte Brasileira - Coleção Gilberto Chateubriand. Pinacoteca do Estado de São Paulo (09 Jul a 13 Ago), traveled to Museu de Arte Moderna do Rio de Janeiro (01 Set a 12 Nov); Museu Oscar Niemeyer, Curitiba (29 Nov, 2006 a 04 Mar, 2007); Museu de Arte Moderna da Bahia (21 Mar a 29 Apr 29, 2007); Museu de Arte de Santa Catarina (22 Mai a 15, 2007) |
| 2006 | Sem título, 2006. Comodato Eduardo Brandão e Jan Fjeld. Museu de Arte Moderna de São Paulo – MAM, São Paulo (27 Jul a 10 Set) |
| 2006 | *Manobras Radicais: Artistas Brasileiras [1886–2005]. Centro Cultural Banco do Brasil, São Paulo (08 Ago a 15 Out) |
| 2006 | *6th Shanghai Biennale - Hyper Design. Shanghai Art Museum, Shanghai (06 Set a 05 Nov) |
| 2006 | MAM[NA]OCA: Arte Brasileira no acervo do Museu de Arte Moderna de São Paulo. Museu de Arte Moderna de São Paulo (02 Out a 10 Dez) |
| 2006 | *Off the Shelf: New Forms in Contemporary Artists’ Books. The Frances Lehman Loeb Art Center, Vassar College, Poughkeepsie/NY (06 Out a 17 Dez) |
| 2006 | Deuses Gregos em Templos Contemporâneos. Museu de Arte Contemporânea de Niterói - MAC (19 Dez, 2006 a 25 Mar, 2007) |
| 2007 | *Coleção Itaú Contemporâneo: Arte no Brasil de 1981 a 2006. Itaú Cultural, São Paulo (21 Mar a 27 Mai) |
| 2007 | 80/90 Modernos, Pós-Modernos, etc. Tomie Ohtake Institute, São Paulo (25 Mai a 15 Jul) |
| 2007 | What Is Painting? Contemporary Art from the Collection. Museum of Modern Art, New York (07 Jul a 17 Set) |
| 2007 | Cardinal Points \| Puntos Cardinales: A Survey of Contemporary Latino and Latin American Art from the Sprint Nextel Art Collection. Art Museum of South Texas, |
| 2007 | Corpus Christi, Texas (27 Out, 2007a 06 Jan, 2008), traveled to Latino Cultural Center, Dallas, Texas (02 Fev a 15 Abr, 2008); The Alameda National Center for Latino Arts and Culture, Santo Antonio, Texas (11 Mai a 22 July, 2008); Southeast Missouri State University, Cape Girardeau, MO (11 Mai a 22 Jul, 2008), Pensacola Museum of Art, Pensacola, Florida (15 Ago a 25 Out, 2008), William D. Cannon Art Gallery, Carlsbad, California (01 Mar a 10 Mai, 2009), Charles H. MacNider Museum, Mason City, Iowa (30 Mai a 10 Ago, 2009), Baum Gallery, University of Central Arkansas, Conway, Arkansas (05 Set a 16 Nov, 2009) |
| 2007 | PostDec: Beyond Pattern an Decoration. Joseloff Gallery, Hartford Art School, University of Hartford, Nova York (09 Nov a 23 Dez) |
| 2007 | Pintura Brasileira no Acervo do Museu de Arte Moderna de São Paulo - MAM. Museu de Arte do Espírito Santo – MAES, Dionísio Del Santo (18 Dez, 2007 a 30 Mar, 2008) |
| 2007 | 70 anos do IPHAN – Instituto do Patrimônio Histórico e Artístico Nacional. Paço Imperial/MinC IPHAN, Rio de Janeiro |
| 2008 | *Quando vidas se tornam forma: diálogo com o futuro Brasil/Japão. Museu de Arte Moderna de São Paulo, São Paulo (10 Abr a 22 Jun) |
| 2008 | Between Art and Life: The Contemporary Painting and Sculpture Collection. San Francisco Museum of Art, São Francisco (10 Mai, 2009 a 03 Jan, 2010) |
| 2008 | Arte Contemporânea Brasileira – Doação Credit Suisse. Estação Pinacoteca, São Paulo (19 Jun a 17 Ago) |
| 2008 | Geografías (In)visibles – Arte contemporáneo latinoamericano en la Colección Patricia Phelps de Cisneros. Centro Cultural Eduardo León Jimenes, Santiago de los Caballeros (26 Jun a 21 Set) |
| 2008 | *Order. Desire. Light: An Exhibition of Contemporary Drawings. Irish Museum of Modern Art, Dublin (25 Jul a 19 Out) |
| 2008 | *The Tropics – Views from the Middle of the Globe. Martin-Gropius-Bau, Berlin (12 Set, 2008 a 05 Jan, 2009) |
| 2008 | Collection II. 21st Century Museum of Contemporary Art, Kanazawa (13 Set, 2008 a 12 Abr, 2009) |
| 2008 | *When Lives Become Form – Contemporary Brazilian Art, 1960s to the Present. Museum of Contemporary Art, Tokyo (22 Out, 2008 a 12 Jan, 2009), traveled to Yerba Buena Center For The Arts, San Francisco (05 Nov, 2009 a 31 Jan, 2010) |
| 2008 | Prospect.1 New Orleans. Louisiana State Museum New Orleans – The Old U.S. Mint, New Orleans (01 Nov, 2008 a 18 Jan, 2009) |
| 2008 | * Demons, Yarns & Tales Tapestries by Contemporary Artists. The Dairy, Londres (10 a 22 Nov), traveled to Design Miami, Miami (2 a 6 Dez); James Cohan Gallery, Nova York (08 Jan, 2009 a 13 Fev, 2009) |
| 2009 | Drawings: A–Z. Museu da Cidade, Lisboa (06 Fev a 29 Mar) |
| 2009 | *Era uma vez... arte conta histórias do mundo. Centro Cultural Banco do Brasil, São Paulo (21 Abr a 21Jun) |
| 2009 | 200 Artworks 25 Years: Artists’ Editions for Parkett. 21st Century Museum of Contemporary Art, Kanazawa (4 a 26 Set), traveled to Singapore Tyler Print Institute - STPI, Singapura (22 Mai, 2010 a 17 Jul, 2010); Seoul Arts Center \| Hangaram Museum, Seoul (17 Dez, 2010 a 25 Fev, 2011) |
| 2009 | Matisse Hoje. Pinacoteca do Estado de São Paulo, São Paulo (05 Set a 01 Nov) |
| 2010 | *Forma (ação) gráfica: A experiência da EAV Parque Lage. Escola de Artes Visuais do Parque Lage, Rio de Janeiro (26 Mar a 13 Jun) |
| 2010 | 40. Texas Gallery, Houston, Texas (15 Jun a 31 Jul) |
| 2010 | Festival de Jardins do MAM no Ibirapuera. Museu de Arte Moderna de São Paulo –MAM, São Paulo (22 Set a 31 Dez) |
| 2011 | Ordem e Progresso: Vontade Construtiva na Arte Brasileira. Museu de Arte Moderna de São Paulo (27 Jan a 03 Abr) |
| 2011 | Mulheres, Artistas e Brasileiras. Palácio do Planalto, Praça dos Três Poderes, Brasília (24 Mar a 05 Mai) |
| 2011 | *Vestígios de Brasilidade. Santander Cultural, Recife (05 Mai a 31 Jul) |
| 2011 | A Giant by Thine Own Nature. IVAM - Institut Valencià d’Arte Modern, Valencia (31 Mai a 17 Jul) |
| 2011 | *Mathématiques, a Beautiful Elsewhere. Fondation Cartier pour l’Art Contemporain, Paris (21 Out, 2011 a 18 Mar, 2012) |
| 2012 | * Mulheres nas coleções João Sattamini e MAC de Niterói. Museu de Arte Contemporânea de Niterói (24 Mar a 29 Abr) |
| 2012 | 1911-2011 Arte Brasileira e depois, na Coleção Itaú. Paço Imperial, Rio de Janeiro (jan a fev) |
| 2012 | Cartier Joaillier des Arts. Fondation Cartier pour l’Art Contemporain, Paris (03 a 21 Abr) |
| 2012 | *Gravura Brasileira no acervo da Pinacoteca de São Paulo: 100 Anos de História. Pinacoteca do Estado de São Paulo (21 Abr a 26 Out) |
| 2012 | Eco Art. Centro Municipal de Cultura Dr. Henrique Ordovás Filho, Caxias do Sul (19 Jul a 11 Ago) |
| 2012 | *Anna Maria Niemeyer, um caminho. Paço Imperial, Rio de Janeiro (112 Dez, 2012 a 17 Fev, 2013) |
| 2012 | Coleção BGA: Brazil Golden Art. MuBE - Museu Brasileiro da Escultura, São Paulo (14 a 27 Dez) |
| 2013 | *Trajetórias: Arte Brasileira na Coleção Fundação Edson Queiroz—UNIFOR 40 anos. Espaço Cultural Unifor, Fortaleza (21 Mar a 08 Dez) |
| 2013 | Arte Contemporânea Brasileira dos anos 1950 aos dias atuais. Galeria Multiarte, Fortaleza (17 Mai a 13 Jul) |
| 2013 | Joiart. Shopping Fashion Mall. Rio de Janeiro (21 a 28 Mai) |
| 2013 | *30 x Bienal: Transformações na arte brasileira da 1ª a 30ª edição. Pavilhão da Bienal de São Paulo (21 Set a 08 Dez) |
| 2013 | Remember Everything - 40 years. Galerie Max Hetzler, Berlin (10 out a 21 dez) |
| 2014 | *140 Caracteres. Museu de Arte Moderna de São Paulo, São Paulo (28 Jan a 16 Mar) |
| 2014 | *Cruzamentos: Contemporary Art in Brazil. Wexner Center for the Arts, Columbus (01 Fev a 20 Abr) |
| 2014 | Um olhar sobre a coleção. Inst. Cultural Usiminas, Ipatinga. Minas Gerais (Mar a Abr) |
| 2014 | A tara por livros ou a tara de papel. Galeria Bergamin & Gomide, São Paulo (18 Mar a 17 Abr) |
| 2014 | Unbound: Contemporary Art After Frida Kahlo. Museum of Contemporary Art Chicago (03 Mai a 05 Out) |
| 2014 | *Mémoires Vives: 30 ans Fondation Cartier pour l’art contemporain. Fondation Cartier pour l’art contemporain, Paris (10 Mai a 21 Set) |
| 2014 | *Inventário da Paixão – Homenagem a Marcantonio Vilaça. Museu Histórico Nacional, Rio de Janeiro (29 Mai a 13 Jul) |
| 2014 | *Beauty Reigns: A Baroque Sensibility in Recent Painting. McNay Art Museum, San Antonio, TX (11 Jun a 17 Ago), traveled to Akron Art Museum, Akron, OH (04 Jan, 2005 a 03 Mai) |
| 2014 | *Alimentário \| Arte e Construção do Patrimônio Alimentar Brasileiro. Museu de Arte Moderna do Rio de Janeiro (11 Jun a 10 Ago) traveled to OCA - Pavilhão Lucas Nogueira Garcez, São Paulo (25 Jan, 2005 a 29 Mar); Expo Milano 2015 - Brazilian Pavillion, Milan (01 Mai, 2015 a 31 Out) |
| 2014 | * Gorgeous. Asian Art Museum, San Francisco (20 Jun a 14 Set) |
| 2014 | Tatu: Futebol, Adversidade e Cultura da Caatinga. Museu de Arte do Rio MAR, Rio de Janeiro (15 Jun a 19 Out) |
| 2014 | The Fifth Season. James Cohan Gallery, Nova York (26 Jun a 08 Ago) |
| 2014 | Histórias do acervo MON – em aberto. Museu Oscar Niemeyer, Curitiba. (Jul a Dez) |
| 2014 | Abstrações: Coleção Fundação Edson Queiroz e Coleção Roberto Marinho. Espaço Cultural Unifor \| Universidade de Fortaleza, Fortaleza (18 Jul, 2014 a 11 Jan, 2015) |
| 2014 | Cool Place: Sammlung Scharpff Collection. Kunstmuseum Stuttgart (26 Jul a 16 Nov) |
| 2014 | *Histórias Mestiças. Instituto Tomie Ohtake, São Paulo (16 Ago a 05 Out) |
| 2014 | Acervo em plástico da Pinacoteca: problemáticas de conservação e restauro. Trabalho de pesquisa em materiais plásticos do Núcleo de Conservação e Restauro da Pinacoteca, Pinacoteca do Estado de São Paulo, São Paulo (30 Ago a 14 Dez) |
| 2014 | Big Picture Show. International Print Center New York, Nova York (08 Set a 05 Dez) |
| 2014 | *Made by… Feito por Brasileiros, Cidade Matarazzo, Bela Vista, São Paulo (9 Set–12 Out, 2015) |
| 2014 | *Afetividades Eletivas – Coleção Luiz Sérgio Arantes. Galeria de Arte do Centro Cultural Minas Tênis Clube, em Belo Horizonte (03 Dez, 2014 a 02 Mar, 2015) |
| 2015 | Southern Exposure: 5 Brazilian Artists. Galerie Maximillian, Aspen (16 Jan a 15 Fev) |
| 2015 | Apreensões: Objetos do Desejo. Museu Nacional de Belas Artes, Rio de Janeiro (13 Jan a ?) |
| 2015 | * Artists For Ikon. Ikon Gallery, Birmingham, (24 Abr a 04 May) |
| 2015 | Geração 80 - Ousadia e Afirmação. Simões de Assis Galeria de Arte, Curitiba (18 Jun a 01 Ago) |
| 2015 | Twentieth Anniversary Exhibition. Stephen Friedman, Londres. (13 Jun a 31 Jul) |
| 2015 | 10ª Bienal do Mercosul Mensagem de Uma Nova América. Exposição Antropofagia Neobarroca, Santander Cultural, Porto Alegre (08 Out a 22 Nov) |
| 2015 | Grace Farms Art Project. The Grace Farms Foundation, New Canaan (09 Out a 11 Nov) |
| 2015 | Uma Coleção Particular? Arte Contemporânea no Acervo da Pinacoteca. Pinacoteca do Estado de São Paulo, São Paulo (20 Nov, 2015 a 31 Jan, 2016) |
| 2015 | Ocupação Artística Sempre Seu. Oi Futuro Flamengo, Rio de Janeiro (07 Dez, 2015 a 21 Fev, 2016) |
| 2016 | Tertúlia. Galeria Fortes Vilaça, São Paulo (28 Jan a 27 Fev) |
| 2016 | Coleção Airton Queiroz, Espaço Cultural Unifor, Fortaleza (15 Jun a 18 dez) |
| 2016 | Entreolhares, poéticas d’alma brasileira. Museu Afro Brasil, São Paulo (18 Jun a 07 Ago) |
| 2016 | Clube de Gravura: 30 anos. Museu de Arte Moderna (MAM-SP), São Paulo (20 Jun a 21 Ago) |
| 2016 | Coleção Oficial dos Pôsteres Olímpicos Rio 2016, Museu do Amanhã, Rio de Janeiro (13 Jul a 25 Ago) |
| 2016 | Cor do Brasil. Museu de Arte do Rio (MAR), Rio de Janeiro (02 Ago a 15 Jan, 2017) |
| 2016 | Tudo Joia, Galeria Bergamin & Gomide, São Paulo (27 Out a 26 Nov) |
| 2017 | Vanishing Points. James Cohan Gallery, New York. (23 Mar a 22 Abr) |
| 2017 | Coleções do MAM. Museu de Arte Moderna de Resende, Resende (18 Mar a 28 Abr) |
| 2017 | Highlights - La Collection de la Fondation Cartier Pour L’Art contemporain. SEMA - Seoul Museum of Art (30 Mai – 15 Ago) |
| 2017 | Roberto Burle Marx: Brazilian Modernist, Kunsthalle by Deutsche Bank, Berlim, Alemanha (7 Jul a 3 Out) |
| 2017 | Um século de Arte Brasileira na Coleção da Fundação Edson Queiroz. Casa de Cultural de Sobral, Sobral. Ceará (18 Jul a 07 Out) |
| 2017 | Past/Future/Presente: Contemporary Brazilian Art from the Museum of Modern Art, São Paulo, Phoenix Museum of Art, Phoenix (1 Set a 31 Dez) |
| 2018 | Fondation Cartier pour l’art contemporain, A Beautiful Elsewhere, Power Station of Art, Xangai (25 Abr a 29 Jul) |
| 2018 | Remembering Tomorrow: Artworks and Archives, White Cube Gallery, Hong Kong (18 jul a 25 ago) |
| 2018 | Géométries Américaines, Du Mexique à la Terre de Feu, Fondation Cartier pour l’art contemporain, Paris (12 Out, 2018 a 24 Fev, 2019) |
| 2018 | Mulheres na Coleção MAR, Museu de Arte do Rio (MAR), Rio de Janeiro (16 out, 2018 a 4 abr, 2019) |
| 2018 | Memory Palace, White Cube Gallery Bermondsey, Londres (11 jul a 2 set) |
| 2019 | Passado/futuro/presente: arte contemporânea brasileira no acervo do mam, Museu de Arte Moderna de São Paulo (MAM), São Paulo (22 jan a 21 jul) |
| 2019 | Campo, Parque Lage, Rio de Janeiro (25 ago a 20 out). |
| 2019 | James Cohan: Twenty Years, James Cohan Gallery, NY, EUA (1 nov – 20 dez) |
| 2020 | Color & Complexity: 30 Years at Durham Press, Allentown Art Museum, Pensilvânia, EUA (19 jan - 3 mai) |
| 2020 | Collective constellation: selections from the Eileen Harris Norton collection, Art + Practice, Los Angeles, EUA (8 fev 2020 – 2 jan 2021) |
| 2020 | Latin America from 1950 to 2020: A Personal Journey. Stephen Friedman Gallery (OVR), Londres (01-19 Abr) |
| 2020 | Champions, Pace Gallery East Hampton, New York, USA (22 jul – 2 ago) |
| 2021 | Acervo em Transformação – MASP. MASP – Museu de Arte de São Paulo, São Paulo. (01 Jun 2021 a 31 Dez 2023) |
| 2021 | XIX, XX e XXI, Casa de Cultura de Petrópolis, Rio de Janeiro (12 fev – 31 mai) |
| 2021 | Parque, EAV Parque Lage, Rio de Janeiro (26 fev - ) |
| 2021 | Female Voices of Latin America, online www.vortic.art (8 mar – 2 mai) |
| 2021 | 50 Duetos, Espaço Cultural Unifor – Universidade de Fortaleza, Fortaleza (23 mar – 23 dez) |
| 2021 | The Women’s Century : Female Perspectives in Brazilian Art. Cecília Brunson Project, Londres 04 Jun a 15 Jul) |
| 2021 | Brasilidade pós-Modernismo, CCBB-RJ, Rio de Janeiro (01 set – 22 nov); CCBB-SP, São Paulo (15 dez – 07 mar 22); CCBB-DF, Brasília (22 mar 22 – 05 jun 22); CCBB-BH, Belo Horizonte (28 jul 22 – 12 set 22) |
| 2021 | Present tense: new prints 2000–2005, IPCNY’s 20th Anniversary, IPCNY – International Print Center New York, Nova York (30 set – 18 dez) |
| 2021 | Obras Primas do MAB, Museu de Arte de Brasília, DF, (27 ago - ) |
| 2021 | A materialização do invisível, MAC - Museu de Arte Contemporânea, Niterói (8 set – 31 set) |
| 2021 | Da Letra À Palavra, Museu Judaico de São Paulo, São Paulo (02 dec 2021 – 10 abr 2022) |
| 2021 | Simbiose: A Ilha que Resiste, Japan House São Paulo, São Paulo (20 nov 2021 – 06 fev 2022). Symbiosis: Living Island, Itinerância para Los Angeles e Londres |
| 2022 | Abundant Futures, TBA21 - Thyssen-Bornemisza Art Contemporary, Cordoba, Espanha |
| 2022 | Composição Carioca, Convento do Carmo - Centro Cultural da Procuradoria Geral do Estado do Rio de Janeiro, Rio de Janeiro, (26 mai - 13 ago) |
| 2022 | Prelude: An Introduction to the permanente collection, Tampa Museum of Art, EUA (28 set - ) |
| 2022 | Alegria aqui é Mato – 10 Olhares sobre a Coleção Roberto Marinho, Casa Roberto Marinho, Rio de Janeiro (11 dez 2022 - 19 mar 2023) |
| 2022 | Centelhas em movimento - Instituto Tomie Ohtake visita Coleção Igor Queiroz Barroso, Instituto Tomie Ohtake, São Paulo (15 dez 2022 - 09 abr 2023) |
| 2023 | Brasil Futuro: as Formas da Democracia – Museu Nacional da República (MuN), Brasília (02 jan a 26 fev) |
| 2023 | Mulherio, Galeria Danielian, Rio de Janeiro (jan) |
| 2023 | Leonilson e a Geração 80, Galeria Multiarte, Fortaleza (25 abr – 03 jun), Pinakotheke Cultural, Rio de Janeiro (31 jul - 23 set) |
| 2023 | Biennale Architettura 2023, Veneza (20 mai – 26 nov) |
| 2023 | Áquila, em torno dos 80, Cidade das Artes, Rio de Janeiro (26 ago – 8 out) |
| 2023 | En el Jardim, MARCO - Museum of Contemporary Art of Monterrey, Monterrey, Mexico (17 out - ??) |
| 2023 | Rosas Brasileiras, Farol Santander, São Paulo (09 nov - ??) |